# Interserie 1971

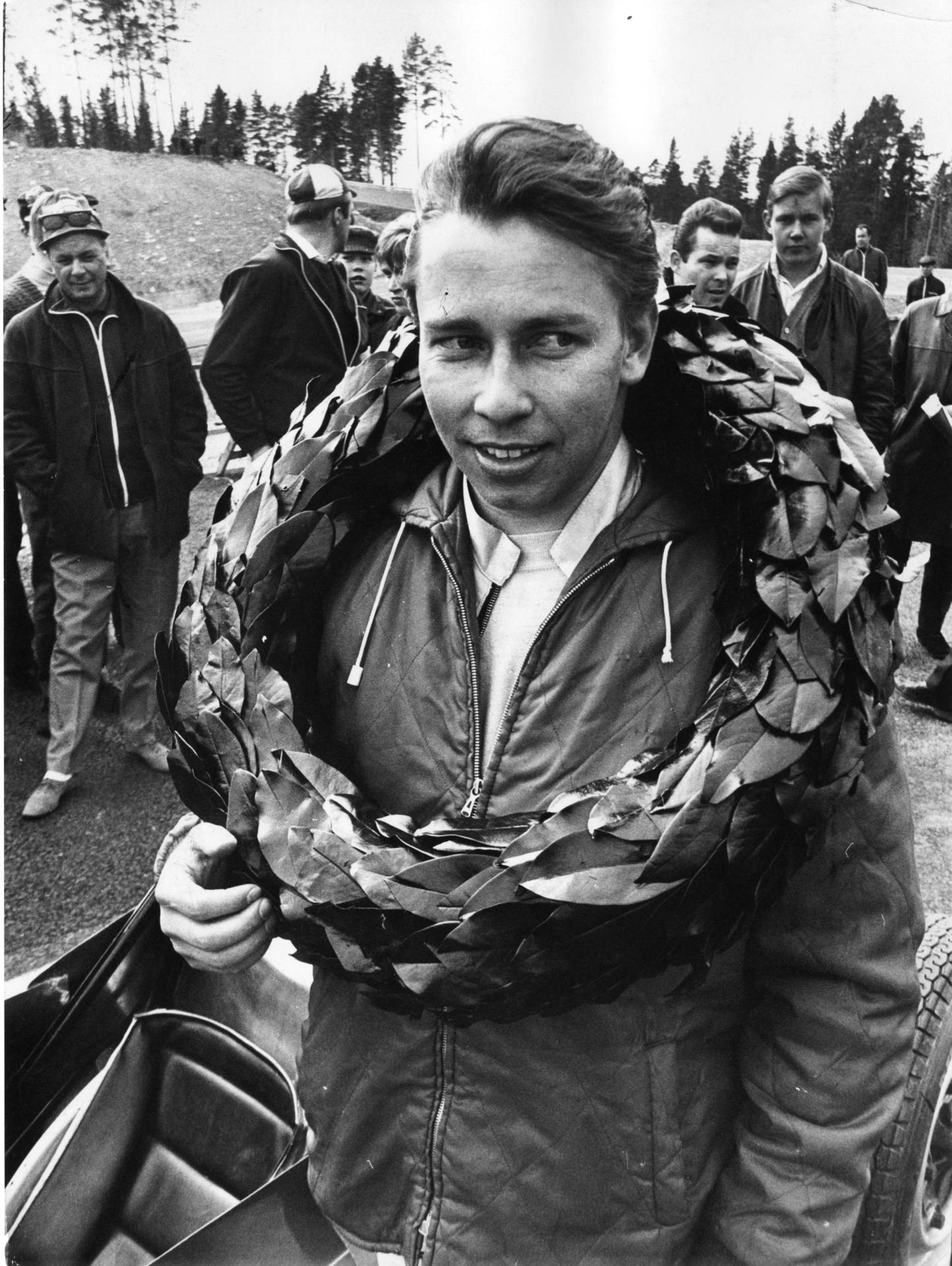
Leo Kinnunen (hier 1968) gewann die Interserie 1971

Die Interserie 1971 war die zweite Saison der europäischen Sportwagenmeisterschaft Interserie. Sie begann am 2. Mai und endete am 3. Oktober.

## Meisterschaft
Die zweite Saison dieser Meisterschaft umfasste sieben Rennen auf fünf Rennstrecken. Je zweimal gastierte die Serie auf dem Autodromo Enzo e Dino Ferrari und dem Hockenheimring Baden-Württemberg. Gesamtsieger bei den Fahrern wurde der Finne Leo Kinnunen, obwohl ihm nur ein Saisonsieg gelang. 
Überschattet wurde die Saison vom tödlichen Unfall des Formel-1-Piloten Pedro Rodríguez beim 200-Meilen-Rennen auf dem Norisring.

## Rennkalender
| Nr. | Datum         | Rennname / Rennstrecke                                          | Team                      | Gesamtsieger    | Fahrzeug           | Meisterschaft |
| --- | ------------- | --------------------------------------------------------------- | ------------------------- | --------------- | ------------------ | ------------- |
| 1   | 2. Mai        | 300-km-Rennen von Imola (Autodromo Enzo e Dino Ferrari)         | SEFAC Ferrari             | Arturo Merzario | Ferrari 712 CanAm  | Alle          |
| 2   | 6. Juni       | 300-km-Rennen von Zolder (Circuit Zolder)                       | Sid Taylor Racing Castrol | Peter Gethin    | McLaren M8E        | Alle          |
| 3   | 4. Juli       | 200-km-Rennen von Hockenheim (Hockenheimring Baden-Württemberg) | Sid Taylor Racing Castrol | Derek Bell      | McLaren M8E        | Alle          |
| 4   | 11. Juli      | 200-Meilen-Rennen von Nürnberg (Norisring)                      | Ecurie Evergreen          | Chris Craft     | McLaren M8E        | Alle          |
| 5   | 22. August    | 200-km-Rennen von Keimola (Keimolan Moottoristadion)            | A.A.W. Racing Team        | Leo Kinnunen    | Porsche 917 Spyder | Alle          |
| 6   | 12. September | 500-km-Rennen von Imola (Autodromo Enzo e Dino Ferrari)         | Sid Taylor Team Castrol   | Brian Redman    | BRM P167           | Alle          |
| 7   | 3. Oktober    | 250-km-Rennen von Hockenheim (Hockenheimring Baden-Württemberg) | Sid Taylor Team Castrol   | Brian Redman    | BRM P167           | Alle          |

## Fahrer-Meisterschaft

### Gesamtwertung der ersten Zehn
| Position | Fahrer           | Team                       | Fahrzeug                    | Punkte |
| -------- | ---------------- | -------------------------- | --------------------------- | ------ |
| 1        | Leo Kinnunen     | AAW Racing Team            | Porsche 917 Spyder          | 81000  |
| 2        | Peter Gethin     | Sid Taylor Racing Castrol  | McLaren M8E                 | 59600  |
| 3        | Michel Weber     | Gesipa Racing Team         | Porsche 917 Spyder          | 48800  |
| 4        | Brian Redman     | Sid Taylor Team Castrol    | BRM P167                    | 43000  |
| 5        | Chris Craft      | Ecurie Evergreen           | McLaren M8E                 | 40000  |
| 6        | Jürgen Neuhaus   | Jürgen Neuhaus             | Porsche 917 Spyder          | 38600  |
| 7        | Arturo Merzario  | SEFAC Ferrari Osella Corse | Ferrari 512M Abarth 2000 SP | 29000  |
| 8        | Helmut Kelleners | Felder Racing Team         | March 717                   | 27300  |
| 9        | Derek Bell       | Sid Taylor Team Castrol    | McLaren M8E                 | 24000  |
| 10       | Georg Loos       | Gelo Racing Team           | McLaren M8E Ferrari 512M    | 20400  |